# Мишій кільчастий
{{#ifeq:0|0|{{#if:|{{#if:Setariaverticillata|[[]}}|}}}}
Мишій кільчастий (Setaria verticillata L.) P. Beauv.) – вид рослин родини тонконогові (Poaceae).

## Опис
Стебла до 80 см, прямовисні або висхідні, голі. Листкові пластини 22 × 0,2–1,1 см, рифлені, волохаті на основі. Волоть 10–90 мм, циліндрична. Колоски 1,8–2,5 мм, широко еліптичні, опуклі. Квітне з липня по листопад.

## Поширення
Північна Африка: Алжир; Єгипет; Лівія; Марокко; Туніс. Азія: Бахрейн; Саудівська Аравія; Кіпр; Іран; Ірак; Ізраїль; Ліван; Туреччина; Казахстан; Туркменістан; Узбекистан; Китай. Кавказ: Вірменія; Азербайджан; Грузія; Росія — Передкавказзя, Дагестан. Європа: Австрія; Чехія; Німеччина; Польща; Швейцарія; Молдова; Україна [вкл. Крим]; Албанія; Болгарія; Хорватія; Греція [вкл. Крит]; Італія [вкл. Сардинія, Сицилія]; Румунія; Франція [вкл. Корсика]; Португалія; Гібралтар; Іспанія [вкл. Балеарські острови]. Натуралізований в багатьох інших країнах. Точні рідний й натуралізований діапазони невизначені внаслідок плутанини з іншими таксонами. 
Населяє дуже вологі луки. Процвітає в основному в більш низьких висотах і тільки в Південних Альпах досягає висоти понад 1200 метрів.

## Галерея

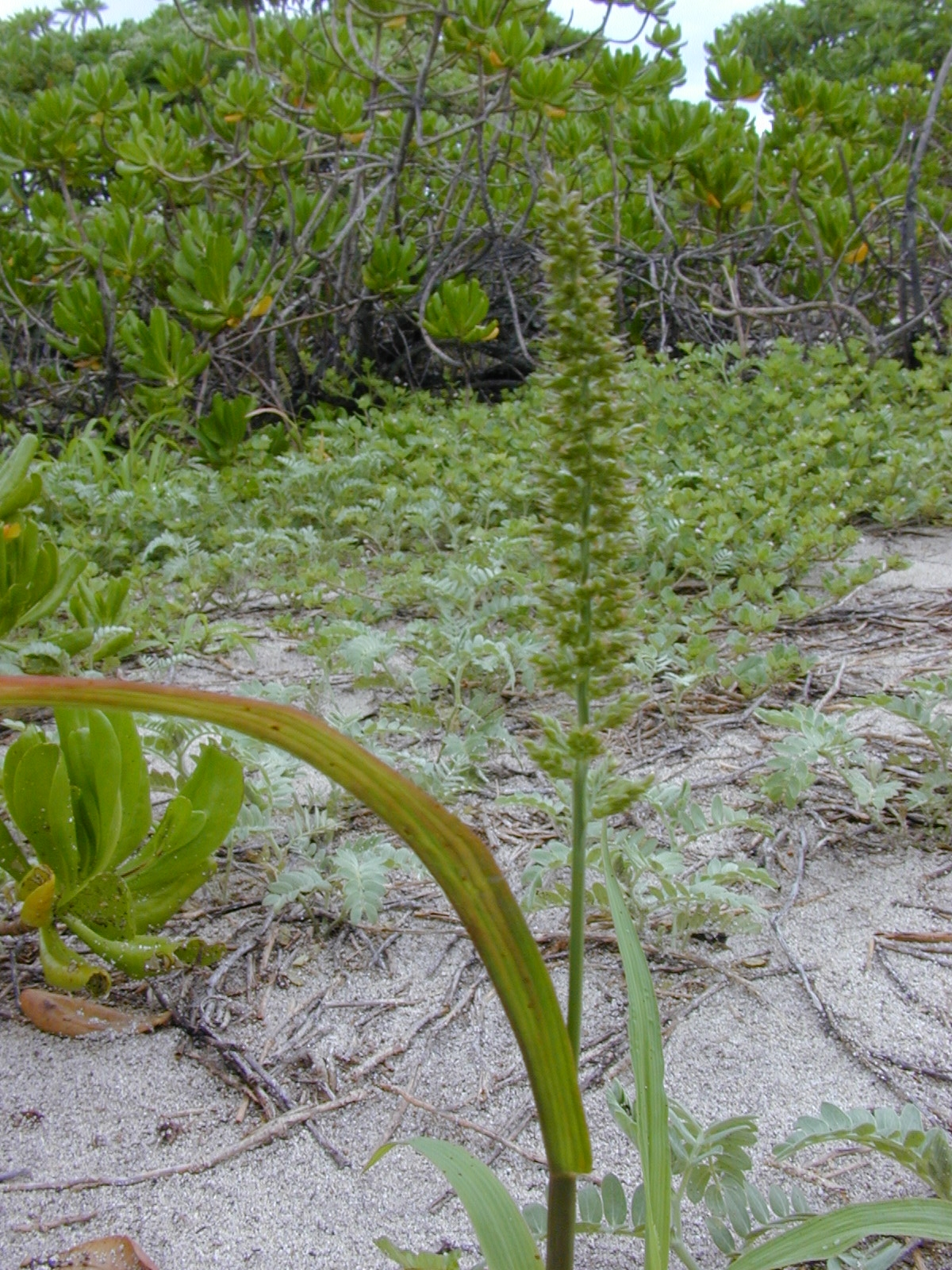
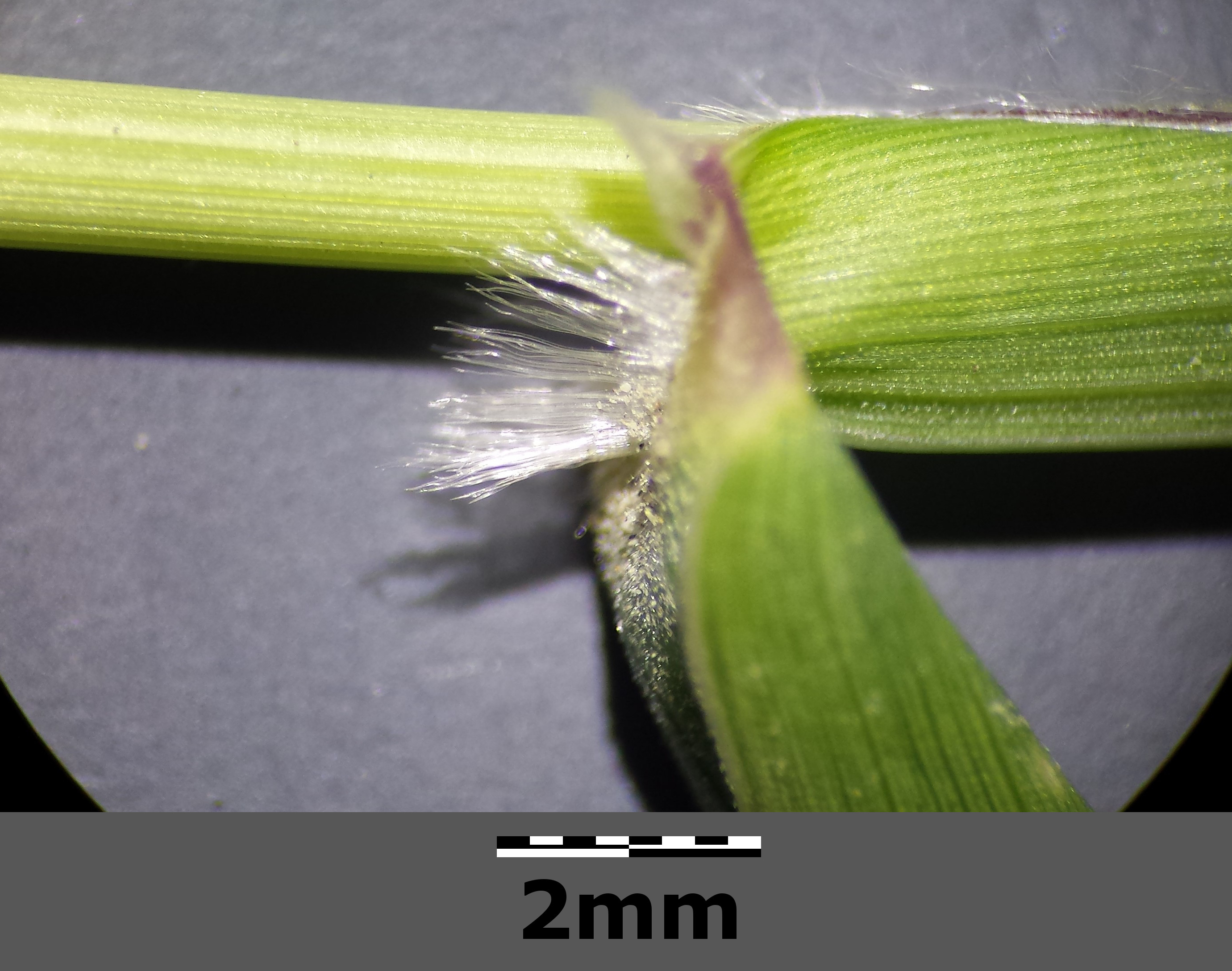
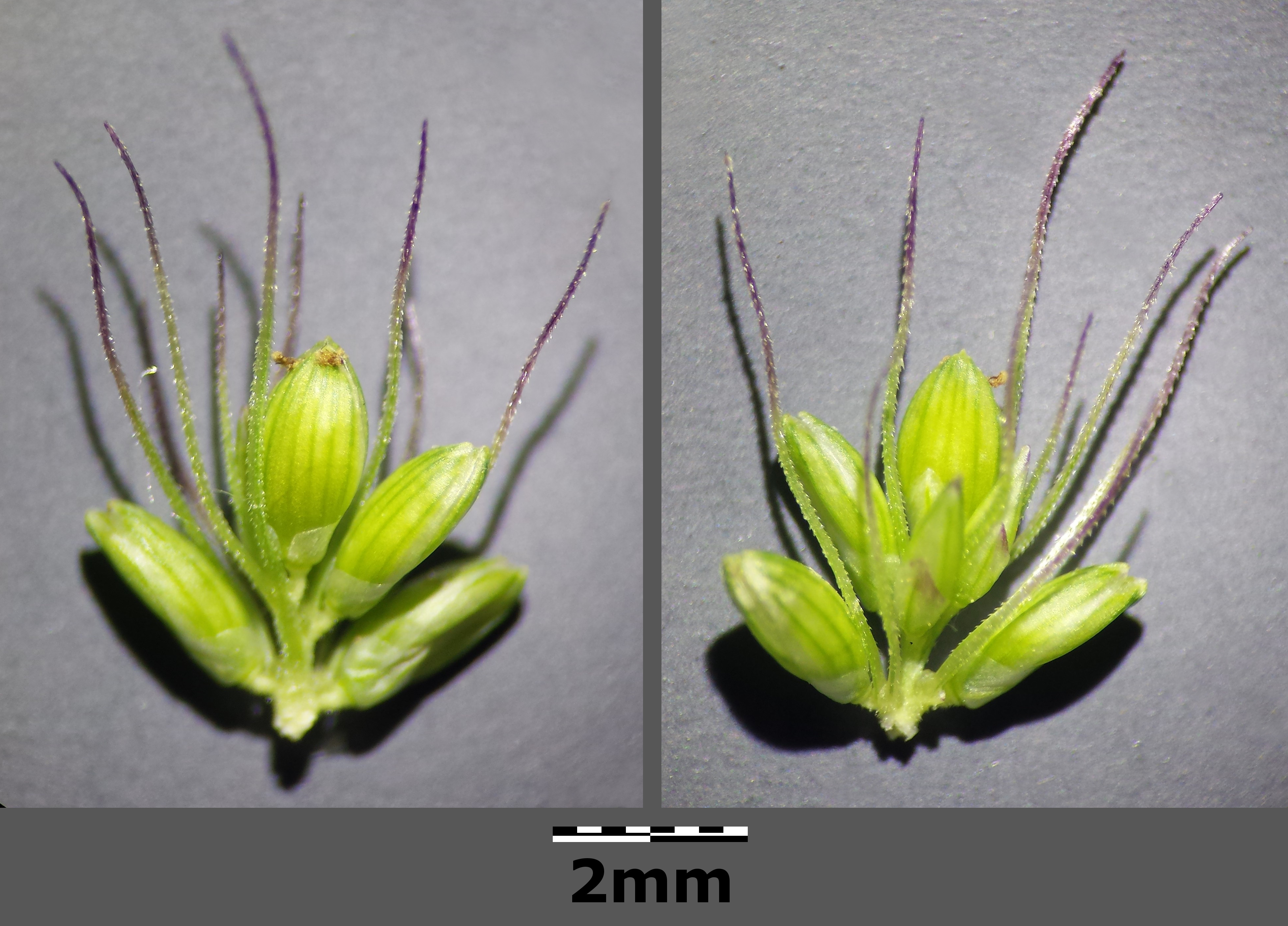
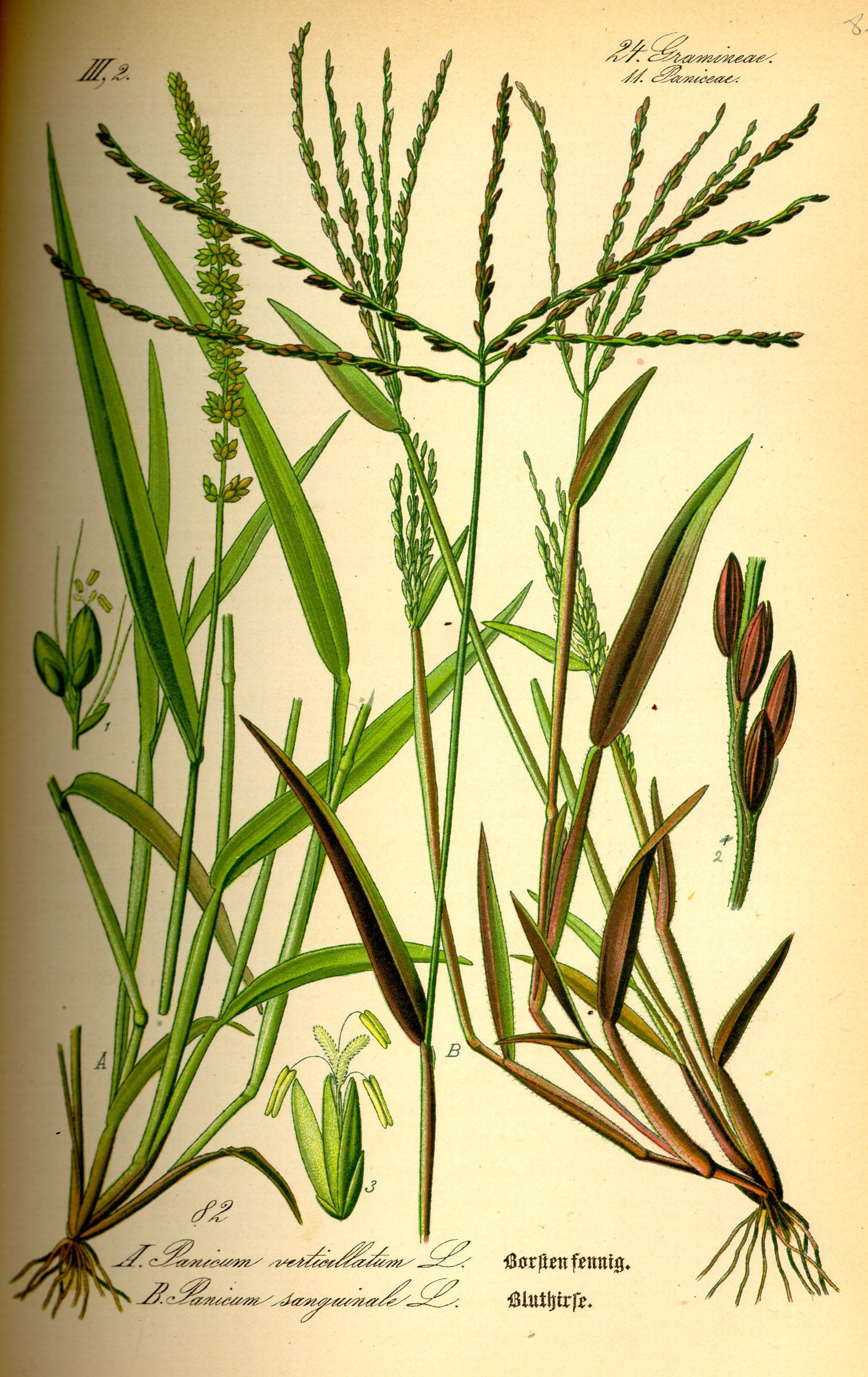